# Tokorcs
Tokorcs é um município da Hungria, situado no condado de Vas. Tem 6,4 km² de área e sua população em 2015 foi estimada em 351 habitantes.